# 山崎友華
山崎 友華（やまざき ゆか、1983年11月16日 - ）は、日本の元女性モデルである。

## 人物
- 1983年(昭和58年)、東京都世田谷区生まれ。姉が1人いる。[2]

戸板女子短期大学服飾専門科卒業。
ファンタスタープロモーション(現：ヴィズミック)を経て、フェイスネットワークに所属していた。
現在はタレント活動から退き、ブリンクアーティスト(スワロフスキーを使用したデコレーションアートを作るアーティスト)として活躍。
オーダーメイド、また、芸術作品にも取り組み、精力的に新作を発表し続ける。
美と心の融合を図る為に、アメリカの権威あるセラピストとしての認定も取得し、作品での癒しと共に、心のケアにも取り組んでいる。
資格として	
- ブリンクアーティスト(JBAA2級、JBAA1級)
- 心理学はNGHヒプノセラピスト(催眠療法)、ＡＢＨヒプノセラピストトレーナー、NLP神経言語プログラミング、ＮＬＰコーチング、タイムラインセラピー®、TCカラーセラピスト。

（フラワーエッセンス)なども学ぶ。
- 趣味　芸術鑑賞、音楽鑑賞、映画鑑賞、読書、海外旅行、森林浴、家庭菜園、お菓子作り、語学勉強、心理学、体幹トレーニング
- 特技　水泳、料理、お菓子作り
- 好きな色　マゼンタピンク、ロイヤルブルー、白

- 2006年（SUPER GT)「WOODONE KONDO RACING」レースクィーン
- 「（ GO-1グランプリ) 2006」GO-1ガール
- 「RACE QUEEN AWARD2007」ベスト20ノミネート
- 2008年（SUPER GT）「GT NET featuring by HOUSE NATIONガールズ」レースクィーン

## 出演

### テレビ
- ベイサイドカフェ（MXTV）

### CM
- au by KDDI「家族割」ゆきえは見た!編

### 雑誌
- GALS PARADIS (2006年7月号)２００６レースクイーンデビュー編/表紙
- 週刊プレイボーイ(2008年12月15日号)街角透視撮(袋とじ)
- アサヒカメラ(2015年1月号)篠山紀信グラビアページ
- 東京カレンダー(2017年9月号)六本木美女図鑑

## ブリンクアート経歴
- 2009年 JBAAブリンクアーティスト2級取得
- 2009年 JBAAブリンクアーティスト1級取得
- 2010年第2回ブリンクアートコンクール『優秀賞 』
- 2010年 Swarovski社 CREATE YOUR STYLE DESIGN CONTEST 2010『佳作入選 』
- 2010年第8回デコワングランプリ 『佳作入選 』
- 2011年DECORATION AWARD 2011 『努力賞 』
- 2011年 第3回ブリンクアートコンクール『優秀賞 』
- 2012年第4回ブリンクアートコンクール『スポンサー特別賞』
- 2012年スワロフスキージャパン主催 DESIGN CONTEST 2012『準グランプリ』
- 2013年第5回ブリンクアートコンクール『優秀賞 』
- 2013年 スワロフスキージャパン主催 DESIGN CONTEST 2013『準グランプリ』
- 2016年 スワロフスキージャパン主催 DESIGN CONTEST 2016 入賞

## ブリンクアート実績
- 2011年〜2014年:ヴァンドーム青山本店限定で、エンゲージリングとマリッジリングのスペシャルパッケージのイニシャルオーダーを展開。
- 2013年 11月30日:Like it!! × SHIBUYA GIRLS FESTA

ヒカリエホールA(ブース出展)にて、スワロフスキーの作品の展示。
- 2019年 5月1日~5月7日:高槻西武百貨店

母の日フェア 花のあるギフトというイベントにて、アート作品、アクセサリーの展示販売。
- 2019年 5月20日~7月2日:東急ハンズ心斎橋店

アート作品、アクセサリーの展示販売。
- 2019年 7月13日~7月15日:阪神百貨店梅田本店

みんなの手づくり作品展というイベントにて
アート作品、アクセサリーの展示販売、ワークショップを行う。
- 2019年 7月31日:奈良県近鉄百貨店/橿原

夏休みこども博にて、ワークショップを行う。
- 2019年 8月1日:近鉄百貨店本店/あべのハルカス

あべのこども博覧会にて、ワークショップを行う。
- 2019年9月15日:兵庫三菱自動車川西店オリジナルイベントにて、ワークショップを行う。
- 2019年 10月18日~10月20日:Salon Art Shopping Paris

フランス、パリ、カルセールドルーブル地下1階(ルーブル美術館の地下1階)で行われたフランスを代表するアートフェア Salon Art Shoppingにてアート作品の展示販売。
- 2019年 11月15日~11月18日:阪急梅田本店

クリスマススペシャルショップ2019にて、アート作品、アクセサリーの展示販売、ワークショップを行う。
- 2019年 12月14日:近鉄百貨店/上本町　野外広場

Merry Christmas Go  Roundというイベントにて、ワークショップを行う。
- 2019年 12月22日:近鉄百貨店/上本町

クリスマスワークショップのイベントにて、ワークショップを行う。
- 2020年 8月5日〜8月8日:近鉄百貨店本店/あべのハルカス

あべのこども博覧会にて、ワークショップを行う。
- 2020年 8月14日〜17日:奈良県近鉄百貨店/橿原

夏のキッズカーニバルにて、ワークショップを行う。
- 2020年 8月26日〜9月1日:大阪高島屋/難波

アート作品、アクセサリーの展示販売。
- 2020年 10/8〜10/10:WORLD ART Dubai

Dubai World Trade Centerで行われた
中東最大規模のアートフェア「ワールド・アート・ドバイ」にて、アート作品の展示販売。
- 2020年11月25日〜12月1日:神戸阪急百貨店

おうちクリスマスというイベントにて、アート作品、アクセサリーの展示販売。
- 2020年 12月18日〜12月20日:京都洛北阪急百貨店

Xmasイベントにて、アート作品、アクセサリーの展示販売、ワークショップを行う。